# Словенска митологија (Луј Леже)
Словенска митологија (фр. La mythologie Slave) је књига из области митологије, чији је аутор Луј Леже (фр. Louis Léger), објављена 1901. године. Српско издање књиге је први пут објављено 1904. године, у преводу Радослава Агатоновића.

## О аутору
Луј Леже (1843—1923) је француски лингвиста и историчар. Дао је велики допринос славистици и њеном популарисању у Француској, као и изучавању словенске митологије. Био је почасни члан Бугарског књижевног друштва, члан Академије натписа и белетристике у Паризу. Академске институције у Санкт Петербургу, Београду и Букурешту су га примиле у своје чланство давши му различите статусе.

## О књизи
Књига Словенска митологија је код нас објављена само три године након француског оригинала из 1901. године. Књига и данас представља озбиљан покушај да се систематски и свеобухватно размотри словенска митологија, упркос великом броју књига које су се појавиле на ту тему. Лежеова Словенска матологија је прва књига која о тако важном по нас предмету пружа јаснију и поузданију целину религиозног живота старих незнабожачких Словена.
Књига представља најкомплексније Лежеово дело, на коме је дуго радио, проучавајући бројне изворе, са циљем да реконструише словенски пантеон и да га понуди у прихватљивој форми. При стварању књиге користио је и словенске и стране изворе, педантно и зналачки, подвргавајући многе анализи и критички их уносити у дело.